# Allée Jean-François-Divry
L'allée Jean-François-Divry est une voie située dans le 17e arrondissement de Paris, en France.

## Situation et accès
Elle débute au 73 rue Mstislav Rostropovitch et finit en impasse.

## Origine du nom
La petite allée est une placette de verdure en impasse. Son toponyme rend hommage à Jean-François Divry (1965-2011), adjoint au maire du 17ème arrondissement de Paris de 1995 à 2011.

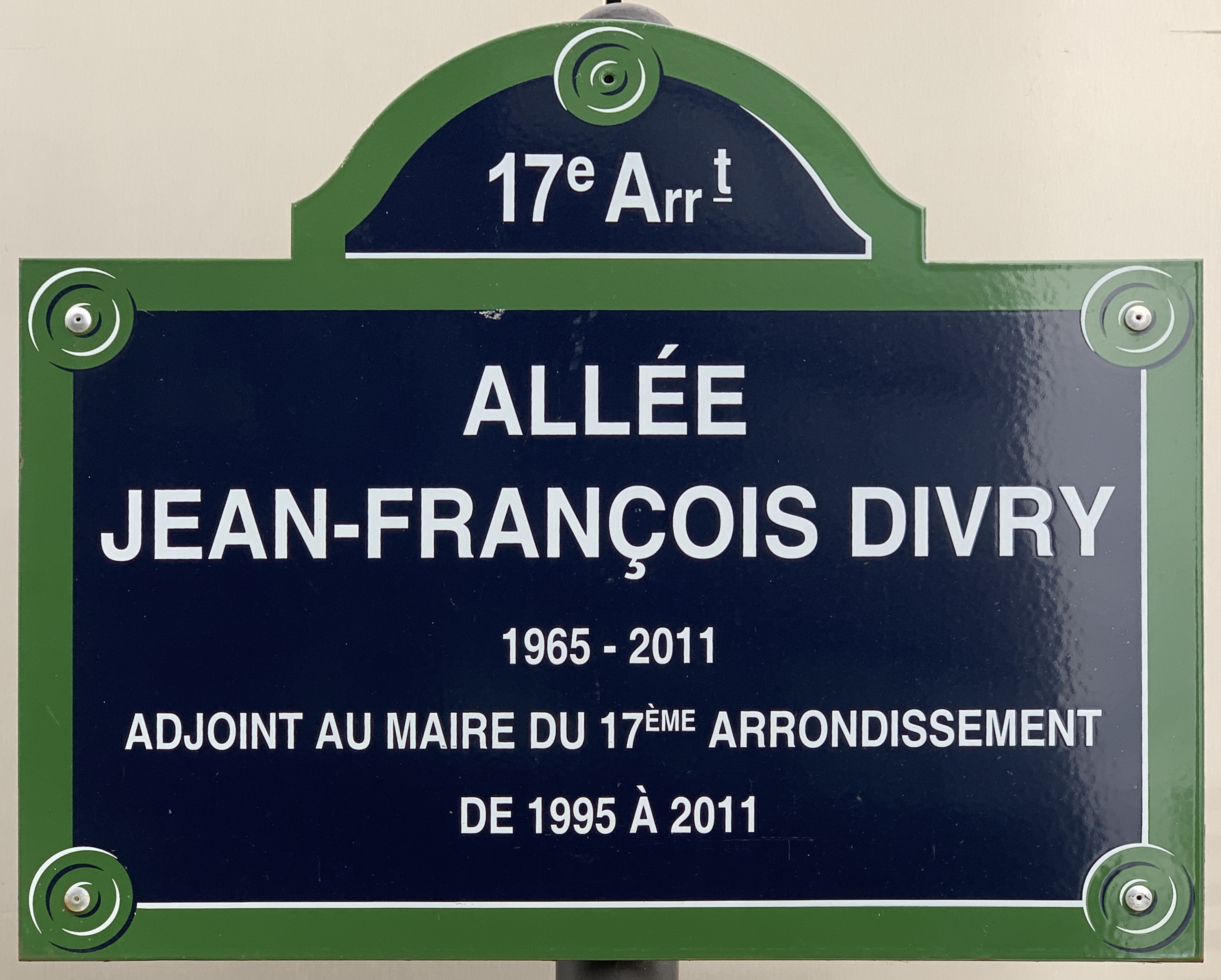
Plaque de l'allée.

Natif de Saint-Malo, il fait partie de la jeune garde d'Alain Madelin (âgé de 20 ans de plus que lui) au début des années 1990 avant de rejoindre la mairie du 17ème arrondissement à l'âge de 30 ans. Il décède inopinément à Saint-Malo dans sa 47ème année ; 17ème année de mandat.

## Historique
L'allée est inaugurée en septembre 2021 par Geoffroy Boulard, maire du 17ème arrondissement de Paris.